# Драгомир Виторовић
Драгомир Виторовић (Београд, 17. септембар 1926 — Београд, 23. јул 2015) био је српски хемичар, професор Универзитета у Београду, академик САНУ.

## Биографија
Рођен је у Београду 1926. године. Његов отац Крсман био је пре Другог светског рата радикал, власник фабрике шпиритуса на Топчидерском брду и директор Златиборске банке.
Завршио је Природноматематички факултет Универзитета у Београду где је у марту 1950. године почео да ради као асистент. Докторирао је хемију на истом факултету 1956. године. У звање доцента изабран је 1957. године и предавао предмет Хемијска технологија. У звање редовног професора изабран је 1973. године. Био је више година шеф Катедре за примењену хемију. Био је један од оснивача Института за хемију, технологију и металургију 1961. године. Био је председник Српског хемијског друштва 1977-1981, а од 1982. и почасни председник.
Области његовог научног деловања су хемијска технологија и геохемија из којих је објавио преко 170 научних радова, 2 патента, 10 монографија, 12 уџбеника, 20 стручних радова, 160 радова представљених на научним скуповима.
За дописног члана Српске академије наука и уметности (САНУ) изабран је 1981. године, а за редовног 1991. године. У периоду од 1998. до 2002. био је секретар Одељења хемијских и биолошких наука САНУ. Био је члан одбора САНУ у припреми књиге 100 најзнаменитијих Срба.
Добитник је Октобарске награде града Београда 1972. године, Седмојулске награде 1988. године, Ордена рада са црвеном заставом 1981. године. Био је члан Крунског савета.